# Acido domoico
L'acido domoico è una neurotossina che agisce attivando i recettori AMPA del glutammato. A tale tossina, assunta per via alimentare, sono attribuite le morie di leoni marini, capodogli e delfini (soprattutto nella baia di Monterrey in California), ma anche uccelli, come gabbiani e pellicani, che diedero lo spunto al regista britannico Alfred Hitchcock per il suo famoso film Gli uccelli. 
Questa tossina di solito è presente nella Nitzschia pungens, una diatomea che, se filtrata dai molluschi, può portare all'assunzione dell'acido domoico da parte degli esseri umani e causare la distruzione di cellule nervose (in particolare quelle dell'ippocampo e dell'amigdala) per stimolazione eccessiva. I suoi effetti inoltre non colpiscono solo l'uomo.